# Kristi Anseth
Kristi S. Anseth (Minnesota, 1969) es profesora de Ingeniería química y biológica, profesora de Cirugía e investigadora médica Howard Hughes en la Universidad de Colorado en Boulder .   Sus principales intereses de investigación son el diseño de biomateriales sintéticos utilizando hidrogeles, ingeniería de tejidos y medicina regenerativa .
Anseth fue elegida miembro de la Academia Nacional de Ingeniería en 2009 por ser pionera en el diseño de biomateriales para ingeniería de tejidos, administración de fármacos y aplicaciones de biodetección.

## Educación
Jugó en los equipos de voleibol y baloncesto de la Universidad de Williston (Dakota del Norte). 
Estudió en la Universidad Purdue, en el laboratorio de Nicholas A. Peppas, recibiendo su Licenciatura en Ingeniería Química en 1992.  Obtuvo su doctorado en 1994, trabajando con Christopher N. Bowman, exalumno de posgrado de Nicholas Peppas en la Universidad de Colorado. 

## Carrera
Después del trabajo postdoctoral con Robert Langer en el Instituto Tecnológico de Massachusetts y Thomas Cech, fue profesora en el Departamento de Ingeniería Química y Biológica de la Universidad de Colorado en Boulder en 1996.  Actualmente es Profesora Distinguida Tisone de Ingeniería química y biológica.  Pertenece al Consejo Asesor de la Facultad de Ingeniería de Purdue. 
Trabaja en la intersección de la ciencia de los materiales, la química y la biología,  estudiando hidrogeles y utilizando biomateriales para crear una matriz extracelular que sustente la enculturación celular tridimensional .  
Desarrolla fotopolímeros que cambian de blandos a duros en respuesta a señales como la luz ultravioleta y luego se degradan de manera predecible con el tiempo.  Podrían usarse para reparaciones ortopédicas, funcionando como reemplazo de áreas de hueso dañadas y siendo reemplazados por el recrecimiento de material natural. Su enfoque pionero aplica la fotopolimerización y la fotodegradación para permitir el control de la estructura y composición de los hidrogeles. Esto requiere investigaciones fundamentales sobre la dinámica molecular de los procesos en la interfaz célula-biomaterial. 
Trabaja en la ingeniería de tejidos de biomateriales para el reemplazo de cartílago y válvulas cardíacas.  Al combinar fotopolímeros y cartílago cultivado en laboratorio, crea reemplazos vivos para articulaciones desgastadas. Estel problema es más difícil que reemplazar el hueso porque el cartílago de las articulaciones no tiene la capacidad de volver a crecer.  
Ha publicado más de 250 artículos y solicitado más de 18 patentes.  Ha participado en actividades editoriales de revistas como Biomacromolecules, Journal of Biomedical Materials Research — Part A, Acta Biomaterialia, Progress in Materials Science, Biotechnology and Bioengineering  y Proceedings of the National Academy of Sciences of the United States of America.  En 2014, fue elegida para la Sociedad de Investigación de Materiales (MRS) ejerciendo como vicepresidenta en 2015 y presidenta en 2016. 

## Premios y honores
En 1999 fue nombrada por el MIT Technology Review TR100 como una de los 100 principales innovadoras del mundo menores de 35 años. 
Fue la primera ingeniera en ser seleccionada como investigadora médica de Howard Hughes.  A los 40 años, fue la miembro más joven en ser elegida tanto para la Academia Nacional de Ingeniería (2009)  como para el Instituto de Medicina (2009  ).  En 2013 ingresó en la Academia Nacional de Ciencias .  Comparte la distinción de ser miembro de los tres con los ingenieros químicos Cato Laurencin, Robert S. Langer, Nicholas A. Peppas, Frances Arnold y Rakesh K. Jain . A partir de 2015, también fue nombrada miembro de la Academia Nacional de Inventores .  Miembro de la Academia Estadounidense de las Artes y las Ciencias en 2019. 
Otros premios y honores incluyen:
- 2024, Premio VinFuture, Premio Especial para Mujeres Innovadoras, por el Avance en el Diseño de Biomateriales Poliméricos y Métodos para Aplicaciones Biomédicas
- 2016, Doctorado honorario, Universidad de Purdue, Facultad de Ingeniería [20]
- 2015, Cátedra distinguida de Bayer, Universidad de Pittsburgh [1]
- 2015, Premios Bonfils-Stanton, Galardonado en Ciencia y Medicina [4]
- 2013, Premio James E. Bailey, Sociedad de Ingeniería Biológica [13]
- 2012, Salón de la Fama de las Mujeres de Colorado [21]
- 2012, Premio al Alumno Distinguido de Ingeniería, Universidad de Purdue [22]
- 2009, Miembro de la Sociedad de Investigación de Materiales [23]
- 2008, Premio Clemson de Investigación Básica de la Sociedad de Biomateriales [24]
- 2005, Premio Elizabeth Gee, Universidad de Colorado [25]
- 2004, Premio Alan T. Waterman, Fundación Nacional de Ciencias [26]
- 2001, Premio al Joven Investigador Destacado, Sociedad de Investigación de Materiales . [27]